# AE1 (潜水艦)
AE1 (HMAS AE1) はオーストラリア海軍の潜水艦。E級。

## 艦歴
1911年11月14日起工。1913年5月22日進水。1914年2月28日、イギリスのポーツマスで就役。同年5月24日、オーストラリアのシドニーに到着。
第一次世界大戦勃発後、巡洋戦艦オーストラリアや軽巡洋艦シドニー、エンカウンターなどとともにドイツ領ニューギニア攻略作戦に参加。
1914年9月14日、AE1はラバウルから哨戒のため出航した。この日、AE1は帰投せず35人の乗員とともに行方不明となった。
2017年12月21日、パプアニューギニアのen:Duke of York Islands沖、水深300m以下の場所から発見された。